# Rouaïta
La rouaïta és un mineral de la classe dels carbonats. Va rebre el seu nom l'any 2001 per Halil Sarp, Radovan Černý i Laure Guenee, per la localitat tipus principal de l'espècie, les antigues mines de coure de Roua, Alps Marítims, França.

## Característiques
La rouaïta és un nitrat de fórmula química Cu₂(NO₃)(OH)₃. Cristal·litza en el sistema monoclínic. Forma cristalls aplanats en {001}, que poden ser allargats al llarg de [010] o igual, mostrant {001}, {100}, {101}, {110} i {011}, d'aproximadament 0,1 mil·límetres. Els cristalls es poden trobar aïllats o en agregats. Segons la classificació de Nickel-Strunz, la rouaïta pertany a «05.N - Nitrats amb OH» juntament amb la gerhardtita. És fàcil de confondre amb el seu dimorf, la gerhardtita, ja que tots dos tenen patrons de difracció de pols de raigs X molt similars. A temperatura ambient, rouaïta és metaestable en comparació amb la gerhardtita, però la transformació de rouaïta a gerhardtita és fortament inhibida.

## Formació i jaciments
És un nitrat de coure secundari poc comú. És rara en cavitats en cuprita de jaciments de coure hidrotermals. El nitrat potser subministrat pel guano o per qualsevol altra matèria orgànica en pelites a la roca hoste. Sol trobar-se associada a altres minerals com: cuprita, coure, plata, algodonita, domeykita, connel·lita, olivenita, malaquita, theoparacelsita i gerhardtita. Ha estat descrita gràcies a les mostres de dos indrets: les antigues mines de coure de Roua, Alps Marítims, França, i la mina Sterling, a Sterling Hill, Ogdensburg (Nova Jersey, Estats Units).